# Ilja Iossifowitsch Klebanow

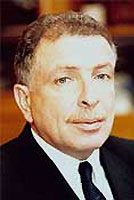
Ilja Klebanow

Ilja Iossifowitsch Klebanow (russisch Илья Иосифович Клебанов; * 7. Mai 1951 in Leningrad) ist ein russischer Politiker und Unternehmer. Er bekleidet den Rang eines Wirklichen Staatsrats 1. Klasse der Russischen Föderation.

## Leben
Klebanow studierte von 1969 bis 1974 Ingenieurwesen am Leningrader Polytechnischen Institut (heute Polytechnische Peter-der-Große-Universität Sankt Petersburg). Sein fachlicher Schwerpunkt lag im Bereich Elektrophysik. Nach seinem Studium war er im Unternehmen Lomo tätig. 
Im August 1992 stieg Klebanow zum Vorstandsvorsitzenden von Lomo auf. Diesen Posten hatte er bis zu seiner Ernennung zum Vize-Gouverneur von Sankt Petersburg im Januar 1998.
Klebanow war Mitglied der St.-Petersburg-Connection. Er ist zudem ehemaliger Minister für Industrie und Wissenschaft und ehemaliger Stellvertretender Ministerpräsident Russlands (vom Mai 1999 bis Februar 2002). 
Von 2003 bis 2011 wurde Klebanow als Nachfolger von Walentina Matwijenko zum Bevollmächtigten des russischen Präsidenten im Föderationskreis Nordwestrussland. Seit 2011 ist er Aufsichtsratschef der staatlichen Reederei Sowkomflot. 
Klebanow ist verheiratet und hat zwei Kinder.
Aufgrund des russischen Angriffskrieges gegen die Ukraine wurde Klebanow im Mai 2023 vom Vereinigten Königreich sanktioniert.